# ایزابلا دیلوسکا
ایزابلا دیلوسکا (انگلیسی: Izabela Dylewska؛ زادهٔ ۱۶ مارس ۱۹۶۸) قایقران کایاک، و قایقران کانو اهل لهستان است.